# Harry Ivarson
Harry Ivarson, född 7 september 1892 i Chicago, Illinois, USA, död 1967, var en norsk filmregissör och manusförfattare.

## Biografi
Harry Ivarson var son till skådespelarna William Ivarson och Anna Ivarson. De fick förutom Harry barnen Wictor (1893) och Borghild (1895). År 1910 bodde familjen i Årstad.
Ivarson studerade film både i USA och Tyskland. Han debuterade 1924 med Til sæters som han både regisserade och skrev manus till. Denna följdes av Fager er lien (1925), Simen Mustrøens besynderlige opplevelser (1926), Eleganta svindlare (1927) och Den glade enke i Trangvik (1927), som blev hans sista stumfilm. Under 1930-talet övergick han till talfilm och regisserade, tillsammans med Per Aabel,  Jeppe på bjerget (1933). År 1943 regisserade han sin sista film, dokumentären Bergen.

## Filmografi

### Regi
- 1924 – Til sæters
- 1925 – Fager er lien
- 1926 – Simen Mustrøens besynderlige opplevelser
- 1927 – Eleganta svindlare
- 1927 – Den glade enke i Trangvik
- 1933 – Jeppe på bjerget
- 1943 – Bergen

### Manus
- 1924 – Til sæters
- 1925 – Fager er lien
- 1926 – Simen Mustrøens besynderlige opplevelser
- 1927 – Eleganta svindlare
- 1927 – Den glade enke i Trangvik
- 1933 – Jeppe på bjerget
- 1943 – Bergen